# Tometes
A Tometes a csontos halak (Osteichthyes) főosztályának a sugarasúszójú halak (Actinopterygii) osztályába, ezen belül a pontylazacalakúak (Characiformes) rendjébe és a pontylazacfélék (Characidae) családjába tartozó nem.

## Rendszerezés
A nembe az alábbi 3 faj tartozik:
- Tometes lebaili Jégu, Keith & Belmont-Jégu, 2002
- Tometes makue Jégu, Santos & Belmont-Jégu, 2002
- Tometes trilobatus Valenciennes, 1850